# Anbandidijevo evanđelje
Anbandidijevo evanđelje (gruz. ანბანდიდი სახარება, Anbandidi sakhareba) je rukopis koji sadrži četiri gruzijska evanđelja.  Registriran je kao rukopis #107 u Fondu rukopisa Središnjeg povijesnog arhiva Gruzije. Nedostaje njegov početni dio. 
Rukopis je prebačen u Odjel za rukopise iz Lenjingradske javne knjižnice 1925. godine. Ovo je dokument srednjeg formata (32,7 × 22 cm) na 132 stranice, napisan na pergamentu u dva stupca pismom Asomtavruli. Umjereno ukrašena majuskula slova izrađena su u cinabaritnoj boji. Pet komentara datiranih u 16. – 18. stoljeće, napisana su nushurijem (crkveno pismo), a koji su od manjeg značaja za povijest rukopisa. Oznake ne otkrivaju identitet pisara, kao ni mjesto i datum nastanka dokumenta.
Paleografske karakteristike evanđelja datiraju ove rukopise u 9. – 10. stoljeće. To su ponajprije: lapidarni stil pisma, oblik slova, široke margine, umjereni dekor, umjerena upotreba majuskularnih slova, neekonomska upotreba prostora (u nekim slučajevima stranica sadrži samo dva stiha), velika i široka slova. Štoviše, postoje tipični paleografski znakovi - „paleografska slova“: pet slova još nemaju okomite crte (koje su se pojavile na prijelazu 8. u 9. stoljeće).
Anbandidijevo evanđelje je 2015. godine uvršteno u UNESCO-ov Program Sjećanje svijeta.